# Андреев, Пётр Андреевич (химик)
Пётр Андреевич Андреев (11 февраля 1927, с. Морхово, Холмский уезд, Псковская губерния — 22 июля 2014, Владимир) — российский учёный-химик, ректор Владимирского политехнического института (1970—1987); заслуженный работник высшей школы РФ (2009).

## Биография
Родился в крестьянской семье.
С 1942 по 1945 годы работал на военном заводе в Новосибирской области. Окончил Краснозаводский химико-технологический техникум (1949), Московский химико-технологический институт им. Д. И. Менделеева (1954) и аспирантуру при нём (1957).
В 1957-60 гг. — старший преподаватель Казахского технологического института (Чимкент).
В 1960 году по приглашению МХТИ им. Д. И. Менделеева перешёл на работу во вновь организованном Новомосковском филиале, был деканом факультета, затем — проректором филиала по учебной и научной работе.
В 1967 году переехал во Владимир, где стал работать доцентом кафедры общей химии Владимирского политехнического института. Был организатором и деканом химико-технологического факультета.
Автор и соавтор 129 научных публикаций. За выдающуюся научно-педагогическую деятельность в 1975 году П. А. Андрееву присвоено звание профессора.
В 1970—1987 гг. — ректор Владимирского политехнического института. При нём построены 3 учебных корпуса, спортивный корпус с бассейном, студенческая столовая, 5 общежитий на 2800 мест, 3 жилых дома на 180 квартир для преподавателей и сотрудников, спортивно-оздоровительный лагерь.

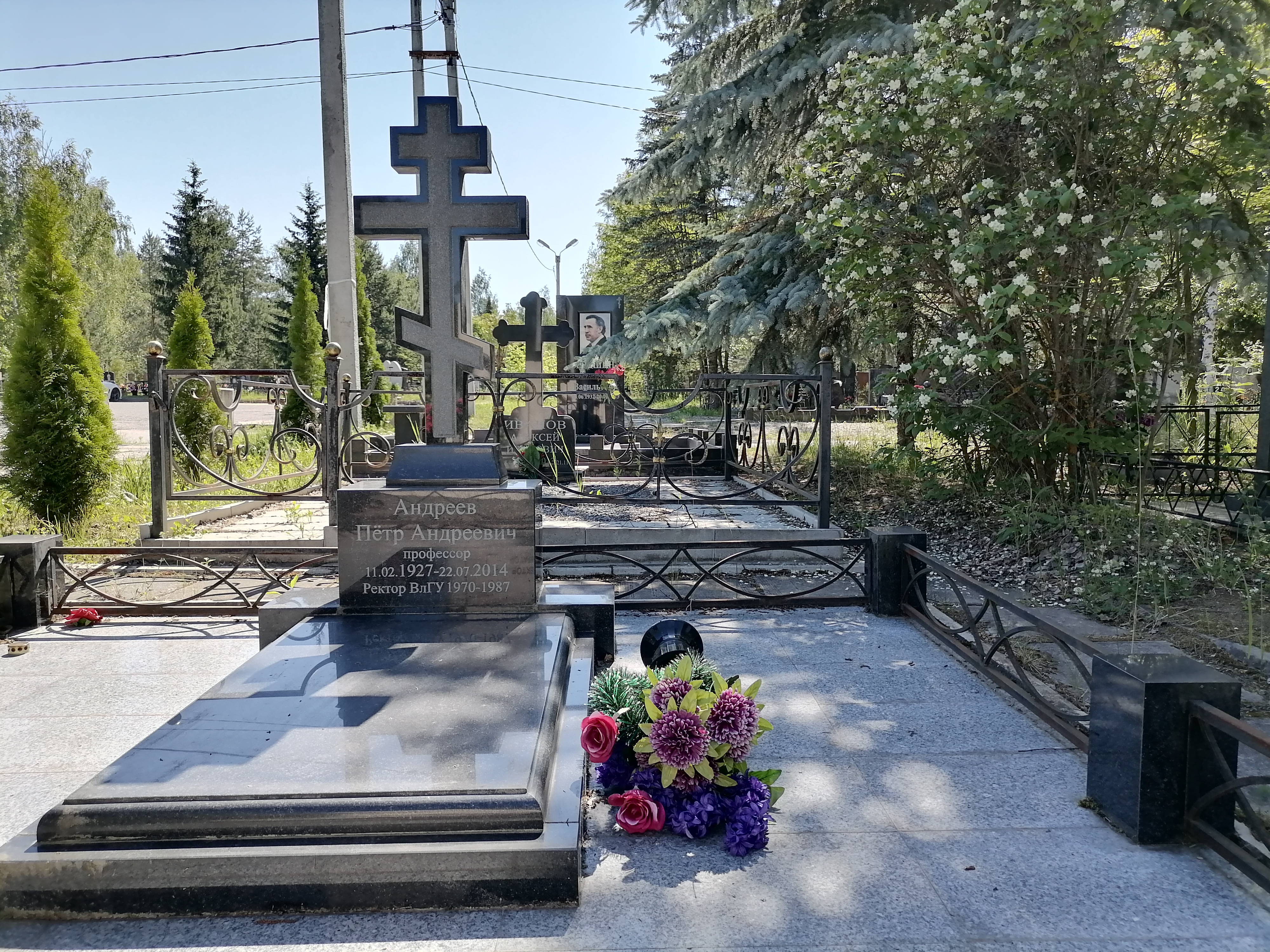
Могила на Улыбышевском кладбище

Похоронен на Аллее почётного захоронения Улыбышевского кладбища.

## Награды
- Орден Трудового Красного Знамени,
- Орден Дружбы народов,
- медали СССР,
- Почётная грамота Президиума Верховного Совета РСФСР,
- «Заслуженный работник высшей школы Российской Федерации».